# 2920 Automedon
2920 Automedon је Јупитеров тројански астероид са пречником од приближно 111,01 .
Афел астероида је на удаљености од 5,257 астрономских јединица (АЈ) од Сунца, а перихел на 4,966 АЈ.
Ексцентрицитет орбите износи 0,028, инклинација (нагиб) орбите у односу на раван еклиптике 21,120 степени, а орбитални период износи 4221,572 дана (11,558 годину).
Апсолутна магнитуда астероида је 8,80 а геометријски албедо 0,043.
Астероид је откривен 3. маја 1981. године.